# Анна Саксе
Анна Оттівна Саксе (за чоловіком Абзалон) (латис. Anna Sakse-Abzalone, 16 січня 1905, село Леясціємс Валкського повіту Ліфляндської губернії, тепер Гулбенського краю, Латвія — 2 березня 1981, місто Рига, Латвія) — латиська радянська письменниця. Депутат Верховної Ради СРСР 3—4-го скликань.

## Життєпис
Народилася в селянській родині. Здобула середню освіту. Після закінчення школи в 1925—1927 роках навчалася на філологічному факультеті Латвійського університету. Через матеріальні нестатки довелося кинути навчання та шукати заробітку.
Саксе працювала коректором і перекладачем в редакції однієї з ризьких газет. З 1934 року брала участь у нелегальному об'єднанні революційних письменників, художників та журналістів Латвії.
1940 року, з перших днів окпації Латвії радянськими військами, Анна Саксе активно долучилася до літературного та суспільно-політичного життя, керувала відділом літератури і мистецтв комуністичної газети «Cīņa» («Боротьба»).
З початком німецько-радянської війни, в червні 1941 року евакуювалася в східні райони СРСР. Кілька місяців працювала в одному з колгоспів Чуваської АРСР. 1942 року знову почала працювати в «Cīņa», що виходила у роки війни в місті Кірові. Влітку 1944 року Саксе повернулася до Латвії та розпочала інтенсивну творчу роботу.
Була делегаткою Другої Всесоюзної конференції прихильників миру та брала участь у роботі Другого Всесвітнього конгресу прихильників миру у Варшаві (1950).
Померла 2 березня 1981 року. Похована у Ризі на Лісовому цвинтарі.

## Творчість
У 1927 році в латвійських газетах з'явилося декілька віршів Анни Саксе. Перші її розповіді були написані в 1928 році. У 1940 році були надруковані оповідання «Ювілей», «Перелом», 1941 року — перший роман «Трудове плем'я» (Darba cilts), де письменниця змальовувала життя латиського села кінця XIX століття та революційні події 1905 року. Найкращі оповідання Саксе, написані у воєнні роки, — «Повернення до життя» (Atgriešanās dzīvē) і «Мирний обиватель».
Основна тема оповідань, написаних після повернення до Латвії — життя латиського народу в роки німецької окупації. У 1947 році в журналі «Карог» («Прапор») був надрукований її роман «В гору» (Pret kalnu) про колективізацію в Латвії, який радянська критика називала «видатним твором». Роман «Іскри вночі» (Dzirksteles naktī, 1951—1957) розповідає про долі інтелігенції у міжвоєнній Латвії.
Анна Саксе авторка багатьох творів для дітей: оповідання «Три комірчини» (Trīs šķūnīši), «П'ятирічка Маріте», збірки казок для дітей «Піковий король» (1962), «Коваль щастя» (1964) та «Казки про квіти» (Pasakas par ziediem, 1966). Крім того, Анна Саксе відома як перекладачка латиською казок О. Волкова про Чарівну країну.
Письменниця виступала також із літературно-критичними та публіцистичними статтями, сатиричними творами.

## Нагороди
- орден Жовтневої Революції (1975)
- два ордени Трудового Червоного Прапора (1950, 1955)
- орден Червоної Зірки (1946)
- медаль «За доблесну працю у Великій Вітчизняній війні 1941—1945 рр.»
- медалі
- Сталінська премія III ст. (1949) — за роман «В гору» (1948)
- Державна премія Латвійської РСР (1959)
- Заслужений діяч культури Латвійської РСР (1945)
- Народна письменниця Латвійської РСР (1965)